# Papa Joan X
Joan X (Borgo Tossignano, ? – Roma, maig del 928) va ser papa de l'Església Catòlica del 914 al 928.
Va ser el quart papa del període conegut com a pornocràcia, i com els seus predecessors va ser escollit gràcies a l'ajuda i l'influèencia del senador romà Teofilacte, la seva esposa Teodora i la seva filla Mariozza. Abans d'esdevenir papa havia ocupat les dignitats eclesiàstiques de bisbe de Bolonya i arquebisbe de Ravenna gràcies als seus mentors.
El seu pontificat s'inicià amb l'increment dels atacs musulmans a les costes italianes des de les seves bases a Sicília. Per tal de posar fi als atacs va aconseguir formar una coalició de diferents prínceps italians, entre els quals hi havia el marit de Marozia Alberic I, Landulf de Benevent i el rei Berenguer I d'Itàlia, que fou atret a la causa en l'ocasió de la seva coronació el 915 com a emperador del Sacre Imperi.
Va ser el primer papa a la història de posar-se al capdavant d'un exèrcit quan el 916 va liderar les forces que van aconseguir derrotar els musulmans.
El 924 va ser assassinat Berenguer I d'Itàlia, l'últim emperador del Sacre Imperi descendent de Carlemany. El càrrec d'emperador va quedar vacant fins que el 962 l'ocuparà Otó I.
El tron d'Itàlia també va quedar vacant amb la mort de Berenguer I, i el papa Joan X va decidir ajudar com a successor a Hug el Negre, cosa que li va suposar l'enfrontament amb Mariozza, qui va ordenar al seu segon marit Guiu de Toscana a dirigir-se a Roma al front d'un exèrcit, deposar el papa i empresonar-lo. Joan X va morir a la presó el maig de 928.